# Symbister Ness
Symbister Ness är en udde i Storbritannien.   Den ligger i kommunen Shetlandsöarna och riksdelen Skottland, i den norra delen av landet, 1 000 km norr om huvudstaden London.
Terrängen inåt land är platt. Havet är nära Symbister Ness söderut.  Närmaste större samhälle är Symbister, 1,1 km nordost om Symbister Ness. 